# 전국농협중도매인연합회
전국농협중도매인연합회는 농산물유통의 건전한 발전과 원활한 상거래 질서확립으로 농민의 소득증대 기여 목적으로 1999년 9월 20일 설립된 대한민국 농림수산식품부 소관의 사단법인이다. 사무실은 서울특별시 송파구 가락동 600, 가락공판장 2층에 있다.

## 주요 사업
- 농산물 중도매업의 효율적 운영을 위한 연구 및 중도매인 지도사업
- 공영도매시장 또는 공판장의 시설 및 운영에 대한 의사제시
- 정부 및 유관기관에 대한 정책대안 제시 및 자문
- 농산물 유통정보 제공 및 회보 등의 각종 간행물 발행, 교육 및 연구회 개최
- 중도매인 공정납세의무 이행을 위한 세무지도 사업 및 세제 개선을 위한 연구